# Burgruine Weferlingen
Die Burgruine Weferlingen, auch kurz Burg Weferlingen genannt, ist die Ruine einer Burg in Weferlingen im Landkreis Börde in Sachsen-Anhalt. Der Bergfried der Burg wird Grauer Harm oder Grauer Hermann genannt.

## Geschichte
Die Burg wurde vermutlich im 13. Jahrhundert von den Herren von Hohenlage als Wasserburg erbaut. Nachdem die Burg 1316 von Herzog Albrecht von Braunschweig erobert worden war, ist sie später wieder als Lehensgut derer von Honlage nachgewiesen. Sie gelangte Anfang des 16. Jahrhunderts in die Eigenverwaltung des Halberstädter Bischofs und wurde zum Schloss umgebaut. Im 17. Jahrhundert war die Burg zeitweise im Besitz des Prinzen Friedrich II. von Hessen-Homburg, dem als Prinz von Homburg bekannten preußischen Reitergeneral, der sie noch einmal umfassend ausbauen ließ. Ab 1717 war die Anlage nicht mehr bewohnt. Sie wurde später als Kornspeicher genutzt und brannte Ende 1929 aus.

## Anlage

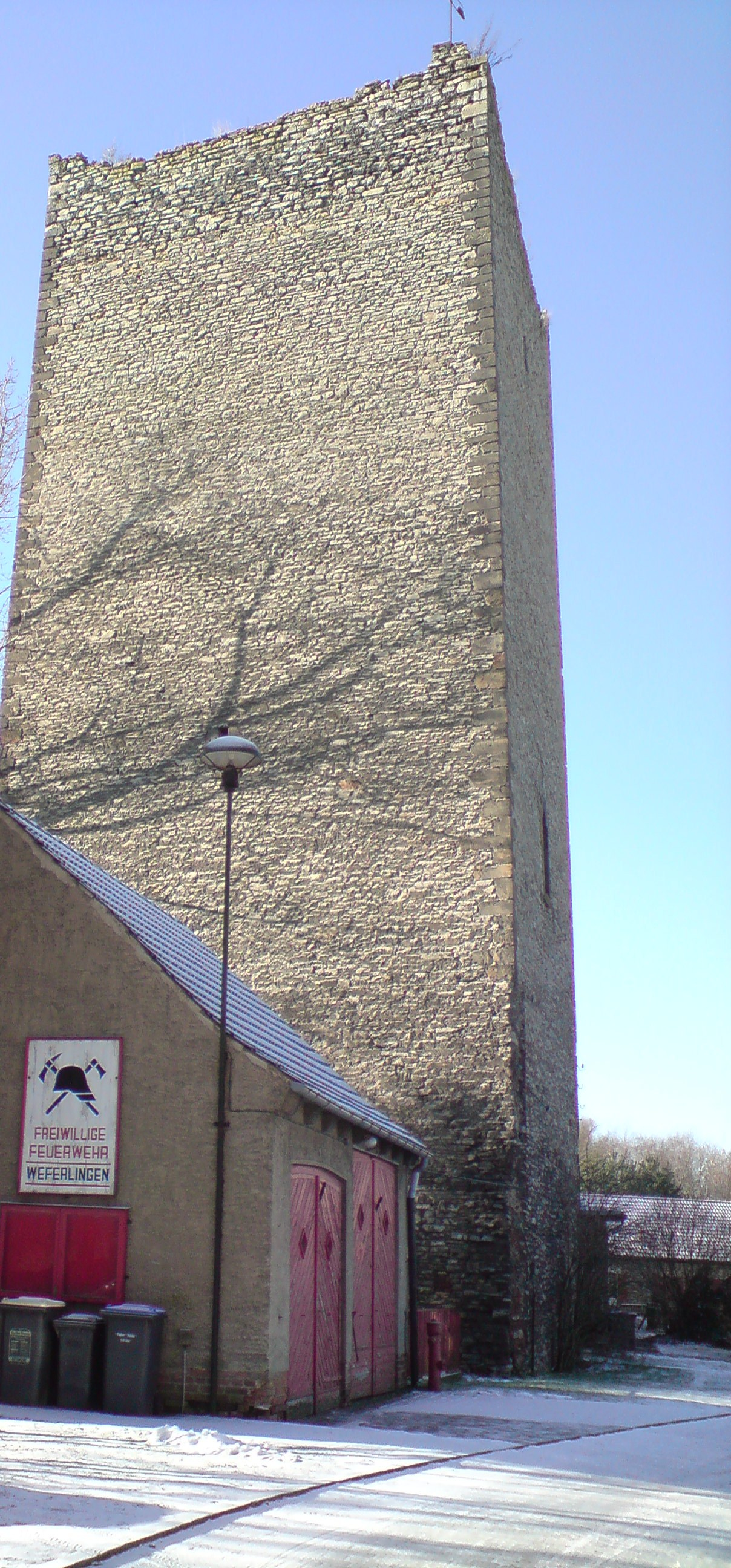
Grauer Hermann, vorne: altes Feuerwehrhaus

Die frühgotische Wasserburg, eine dreiseitige Anlage mit quadratischem Burghof und Vorburg, die die Kernburg völlig umschloss, war früher geschützt vom Wasser der Aller und hatte einen zehn Meter breiten Wassergraben, der heute als Straße genutzt wird. Die Außenmauern der Burg, deren Fenster den Stil der Renaissance zeigen, sind noch in der Höhe von drei Geschossen erhalten.
Der noch gut erhaltene ursprünglich 30 Meter hohe Bergfried in der Vorburg hat heute eine Höhe von 28 Meter auf einer Grundfläche von 12 Meter mal 12 Meter und eine Mauerstärke von 2,5 Metern. Auf dem Burggelände finden heute Veranstaltungen statt. In neun Bauabschnitten wurde die Ruine saniert, um sie  vor weiterem Verfall zu bewahren.
Am Tag des offenen Denkmals im September 2012 konnte der sanierte und zum Aussichtsturm ausgebaute Bergfried erstmals bestiegen werden. Am 21. Oktober 2012 wurde die auf dem Turm installierte Aussichtsplattform offiziell freigegeben.